# Ago di Sciora
Ago di Sciora är en bergstopp i Schweiz. Den ligger i regionen Maloja och kantonen Graubünden, i den sydöstra delen av landet. Toppen på Ago di Sciora är 3 205 meter över havet.
Den högsta punkten i närheten är Cima della Bondasca Centrale, 3 283 meter över havet, söder om Ago di Sciora.
Trakten runt Ago di Sciora består i huvudsak av kala bergstoppar och isformationer.